# You’re Gonna Get It!
You’re Gonna Get It! — второй студийный альбом рок-группы Tom Petty and the Heartbreakers, изданный в 1978 году.

## Об альбоме
Многие рецензенты оценили You’re Gonna Get It! ниже, чем его предшественника. Тем не менее, некоторые издания, в частности Rolling Stone, отметили «впечатляющую стилистическую согласованность» между двумя альбомами. You’re Gonna Get It! также обошёл дебютный альбом группы в Billboard 200, заняв 23 место (Tom Petty and the Heartbreakers — только 55-е). Изначально альбом планировалось назвать Terminal Romance.

## Список композиций
Слова и музыка всех песен — Тома Петти, за исключением «Hurt» и «Baby’s a Rock ’n’ Roller» — Петти в соавторстве с Майком Кэмпбеллом.
| №   | Название                   | Длительность |
| --- | -------------------------- | ------------ |
| 1.  | «When the Time Comes»      | 2:47         |
| 2.  | «You’re Gonna Get It»      | 3:01         |
| 3.  | «Hurt»                     | 3:16         |
| 4.  | «Magnolia»                 | 3:03         |
| 5.  | «Too Much Ain’t Enough»    | 2:56         |
| 6.  | «I Need to Know»           | 2:24         |
| 7.  | «Listen to Her Heart»      | 3:04         |
| 8.  | «No Second Thoughts»       | 2:41         |
| 9.  | «Restless»                 | 3:24         |
| 10. | «Baby’s a Rock ’n’ Roller» | 2:53         |

## Участники записи
The Heartbreakers:
- Том Петти — вокал, акустическая гитара, электрогитара, ритм-гитара, фортепиано
- Майк Кэмпбелл — акустическая гитара, электрогитара, аккордеон
- Бенмонт Тенч[англ.] — фортепиано, орган Хаммонда, клавишные, бэк-вокал
- Рон Блэр[англ.] — бас-гитара, акустическая гитара, звуковые эффекты, бэк-вокал
- Стэн Линч[англ.] — ударные

Приглашённые музыканты:
- Ной Шарк — перкуссия
- Фил Сеймор[англ.] — бэк-вокал

Технический персонал:
- Дэнни Корделл[англ.] — музыкальный продюсер
- Ной Шарк — музыкальный продюсер
- Том Петти — музыкальный продюсер